# Paroedura sanctijohannis
Paroedura sanctijohannis — вид геконоподібних ящірок родини геконових (Gekkonidae). Ендемік Коморських Островів.

## Поширення й екологія
Paroedura sanctijohannis мешкають на островах Великий Комор, Анжуан та Мохелі в архіпелазі Коморських островів. Вони живуть у незайманих вологих тропічних лісах, зазвичай на узвишшях, на висоті до 1042 м над рівнем моря. Ведуть напівдеревний спосіб життя.

## Збереження
МСОП класифікує цей вид як вразливий. Paroedura sanctijohannis загрожує знищення природного середовища та конкуренція з інтродукованими геконами Hemidactylus platycephalus.